# アドリアン・リッキウティ
アドリアン・リッキウティ（Adrián Ricchiuti, 1978年6月30日 - ）は、アルゼンチン・ブエノスアイレス州ラヌース出身のサッカー選手。SPラ・フィオリタ所属。ポジションはMF。

## 経歴
アルゼンチン出身だが若くしてイタリアに渡り、テルナーナ・カルチョのユースを経て、クラブがセリエDに所属していた1994年に16歳でトップチームデビュー。1996年夏にはジェノアCFCに移籍し、セリエBにステップアップした。ジェノアでは定位置は掴めなかったが、その後はセリエB、セリエC1のクラブを転々としながら徐々に結果を残していく。
2002年1月に加入したリミニ・カルチョFCでは完全にレギュラーポジションを確保すると、加入当時セリエC2だったクラブをセリエC1（2003年）、さらにセリエB（2005年）昇格に導いた。リミニには7シーズン半在籍したが、セリエBからの降格が決まった2008-09シーズン終了後、カルチョ・カターニアへ移籍。31歳にして初めてセリエAでプレーすることになった。2013年にレガ・プロ・プリマ・ディヴィジオーネ所属のヴィルトゥス・エンテッラへ移籍した。
2017-18シーズンよりカンピオナート・サンマリネーゼのSPラ・フィオリタへ加入。2017年7月4日に行われたチャンピオンズリーグ予選1回戦・リンフィールドFCとの試合において、39歳にして自身初となるCLの舞台に立った。

## タイトル
リミニ
- セリエC1 : 2004-05
- スーペルコッパ・ディ・レガ・セリエC1 : 2005
- セリエD : 2014-15
- エッチェッレンツァ: 2016-17
- コッパ・イタリア・ディレッタンティ・エミリア＝ロマーニャ（イタリア語版）: 2016-17

エンテッラ
- レガ・プロ・プリマ・ディヴィジオーネ : 2013-14